# Kikuchi Kazuo
Kikuchi Kazuo (japanisch 菊池 一雄; geboren am 3. Mai 1908 in Kyōto; gestorben am 30. April 1985) war ein japanischer Bildhauer während der Shōwa-Zeit.

## Leben und Werk
Kikuchi Kazuos Vater war der bekannte Maler Kikuchi Keigetsu, sein Großvater Kikuchi Hōbun (菊池 芳文; 1862–1918) war ebenfalls Maler. Kikuchi ging 1926 nach Tōkyō und nachdem er seine Weiterbildung am 1. Gymnasium alter Art (第一高等学校) vollendet hatte, begann er ein Studium an der Fakultät für Geisteswissenschaft der Universität Tōkyō mit dem Schwerpunkt Geschichte. In den letzten Jahren seiner Schulzeit hatte er jedoch bereits begonnen, Bildhauerei unter Fujikawa Yūzō zu studieren. So wurden 1930 seine Arbeiten „Karisto-kun“ (カリスト君) und „Torso“ auf der 17. Ausstellung der Künstlergemeinschaft Nika-kai (二科会) angenommen.
Nach dem Tode Fujikawas 1935 schloss er sich anderen Schülern Fujikawas an, die eine Vereinigung mit dem Namen „Shin Chōso Kyōkai“ (新彫塑協会) gründeten. Auf deren erster Ausstellung 1936 stellte er seine Skulptur „Sitzende Frau“ (女坐像, Onna zazō) aus. Im selben Jahr ging Kikuchi nach Frankreich und bildete sich unter Charles Despiau weiter. Er stellte seine Skulptur „Grieche“ (ギリシャの男, Girisha no otoko) und andere Werke im Salon d’Automne aus, kehrte dann 1939 nach Japan zurück. 1941 wurde er Mitglied in der „Neuen kreativen Gemeinschaft“ (新製作協会, Shin Sesaku kyōkai).
1949 gewann Kikuchi mit seinem „Jüngling“ (青年像, Seinen-zō) den 1. „Mainichi Fine Arts“-Preis und im folgenden Jahr wurde seine Stele zur Erinnerung an Pierre Loti (ピエール・ロチ記念碑) in Nagasaki aufgestellt. Sein Buch mit dem Titel „Rodin“, das 1950 erschien, wurde mit dem Mainichi-Kulturpreis ausgezeichnet. Von 1952 bis 1975 war er Professor an der Kunsthochschule Tōkyō Geijutsu Daigaku.
Kikuchis Skulpturen zeichnen sich durch genaue Beobachtung und eleganten Stil aus. Weitere bekannte Arbeiten sind „Friedensgruppe“ (平和の群像, Heiwa no gunzō) am Miyakesaka in Tokyo, eine Gruppe von drei Frauen auf einem hohen Podest, die  „Freiheitsgruppe“ (自由の群像, Heiwa no gunzō), eine Gruppe von drei Männern, „Sitzend“ (座, Za) und „Kind der Atombombe“ (原爆の子の像).